# Heide Inhetveen
Heide Inhetveen (* 1942) ist eine deutsche Soziologin, die von 1994 bis 2005 als Professorin für Land- und Agrarsoziologie an der agrarwissenschaftlichen Fakultät der Universität Göttingen lehrte.

## Leben
Heide Inhetveen studierte Pädagogik, Philosophie und Soziologie sowie Mathematik und Physik und arbeitete als Lehrerin. 1976 wurde sie in Erlangen an der Friedrich-Alexander-Universität promoviert. Sie übernahm 1994 die Professur für Land- und Agrarsoziologie, Soziologie der Geschlechter an der Fakultät für Agrarwissenschaften der Georg-August-Universität Göttingen. In ihren Untersuchungen befasst sich Prof. Inhetveen unter anderem mit Fragen der ruralen Frauen- und Geschlechterforschung sowie mit dem Wandel der ländlichen Gesellschaft. Inhetveen forschte und publizierte insbesondere zur Rolle von Frauen in der Landwirtschaft und zur Soziologie der Hortikultur. In ihren Untersuchungen befasst sich Prof. Inhetveen unter anderem mit Fragen der ruralen Frauen- und Geschlechterforschung sowie mit dem Wandel der ländlichen Gesellschaft.
2005 ging sie in den Ruhestand. Seitdem forscht sie in der Region Neumarkt in der Oberpfalz zu jüdischem Leben und setzt sich für Stolpersteine ein. Des Weiteren ist sie Vorstandsmitglied der 1999 gegründeten „Bürgerinitiative Landl für Luft, Umwelt und Boden“ (BLLUB).

## Publikationen
- mit Mathilde Schmitt, Ira Spieker: Passion und Profession. Pionierinnen des ökologischen Landbaus, Oekom, München 2021, ISBN 978-3-96238-293-3
- mit Ira Spieker: BodenKulturen. Leipziger Universitätsverlag, Leipzig 2021, ISBN 978-3-96023-385-5
- mit Ekkehard Hübschmann: Jüdische Familien in Hof an der Saale: Schicksale und Verfolgung im Nationalsozialismus, Transit, Berlin, 2019, ISBN 978-3-88747-370-9
- mit Mathilde Schmitt: Feminization Trends in Agriculture: Theoretical Remarks and Empirical Findings from Germany, in:  H. Buller / K. Hoggeart (2017) (Hrsg.): Women in the European Countryside, Routledge, London and New York, S. 83–102.
- mit Mathilde Schmitt: Prekarisierung auf Dauer? Die Überlebenskultur bäuerlicher Familienbetriebe, in: A. D. Bührmann / H. J. Pongratz (2010) (Hrsg.): Prekäres Unternehmertum: Unsicherheiten von selbstständiger Erwerbstätigkeit und Unternehmensgründung, S. 111–136.
- Emerita vel bene merita? Zum Stand der Land- und Agrarsoziologie, in: B. Orth / T. Schwietring / J. Weiß (2003) (Hrsg.):, Soziologische Forschung. Stand und Perspektiven: ein Handbuch. Leske + Budrich, Opladen, S. 227–249.
- Biographical approaches to research on women farmers, in: Sociologia Ruralis 30 (1), 1990, S. 100–114.
- mit Margret Blasche: Frauen in der kleinbäuerlichen Landwirtschaft, VS Verlag für Sozialwissenschaften, Wiesbaden, 1983, ISBN 978-3-531-11614-3